# Torpedobunker IJmuiden

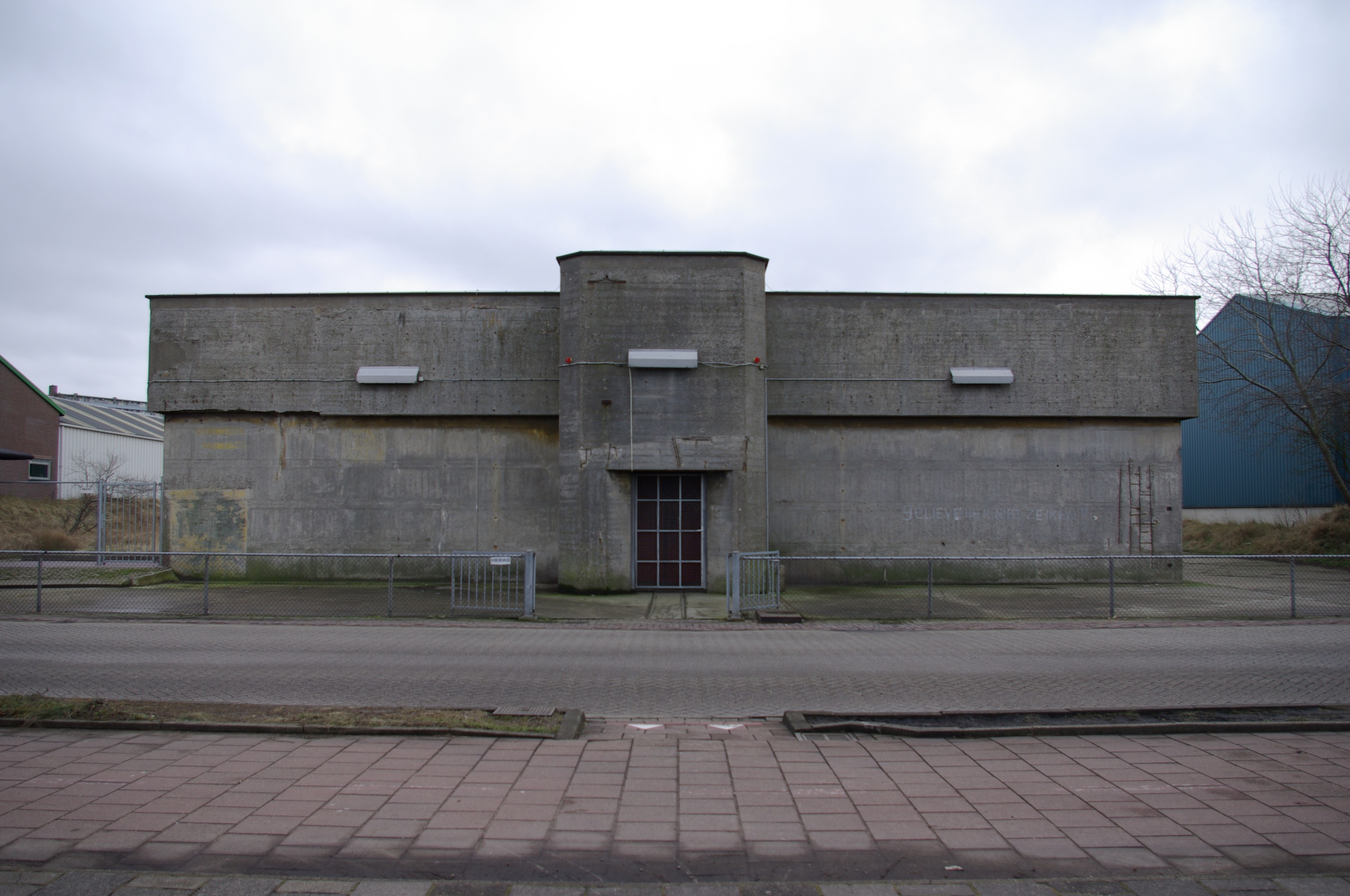
Die Vorderansicht des Bunkers, 2009

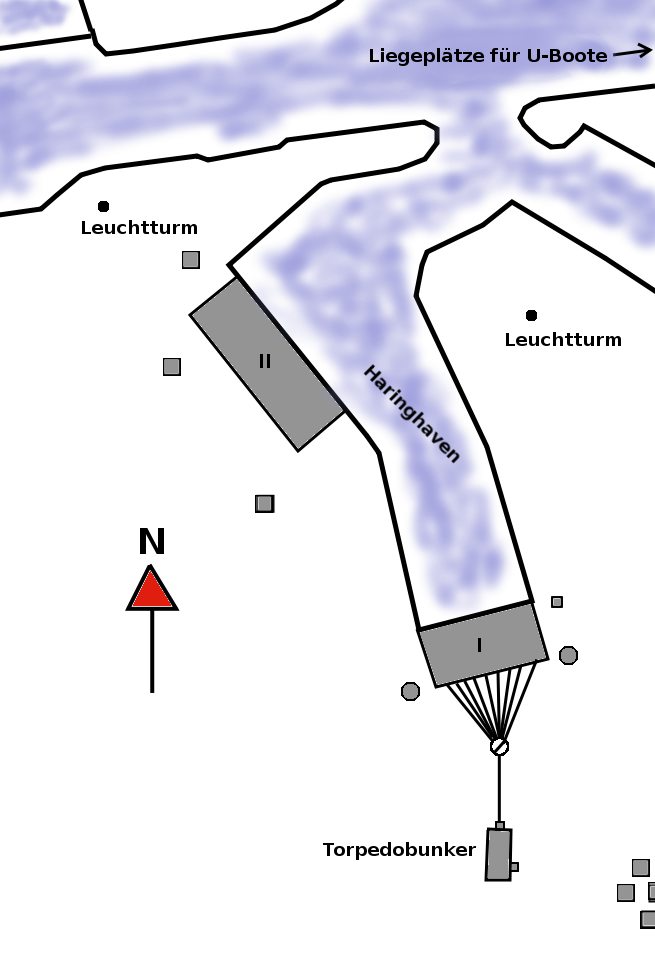
Schnellbootbunker (SBB) I und II IJmuiden Lagezeichnung, der zu ihrer Munitionsversorgung errichtete Torpedobunker befindet sich auf unterhalb von SBB I

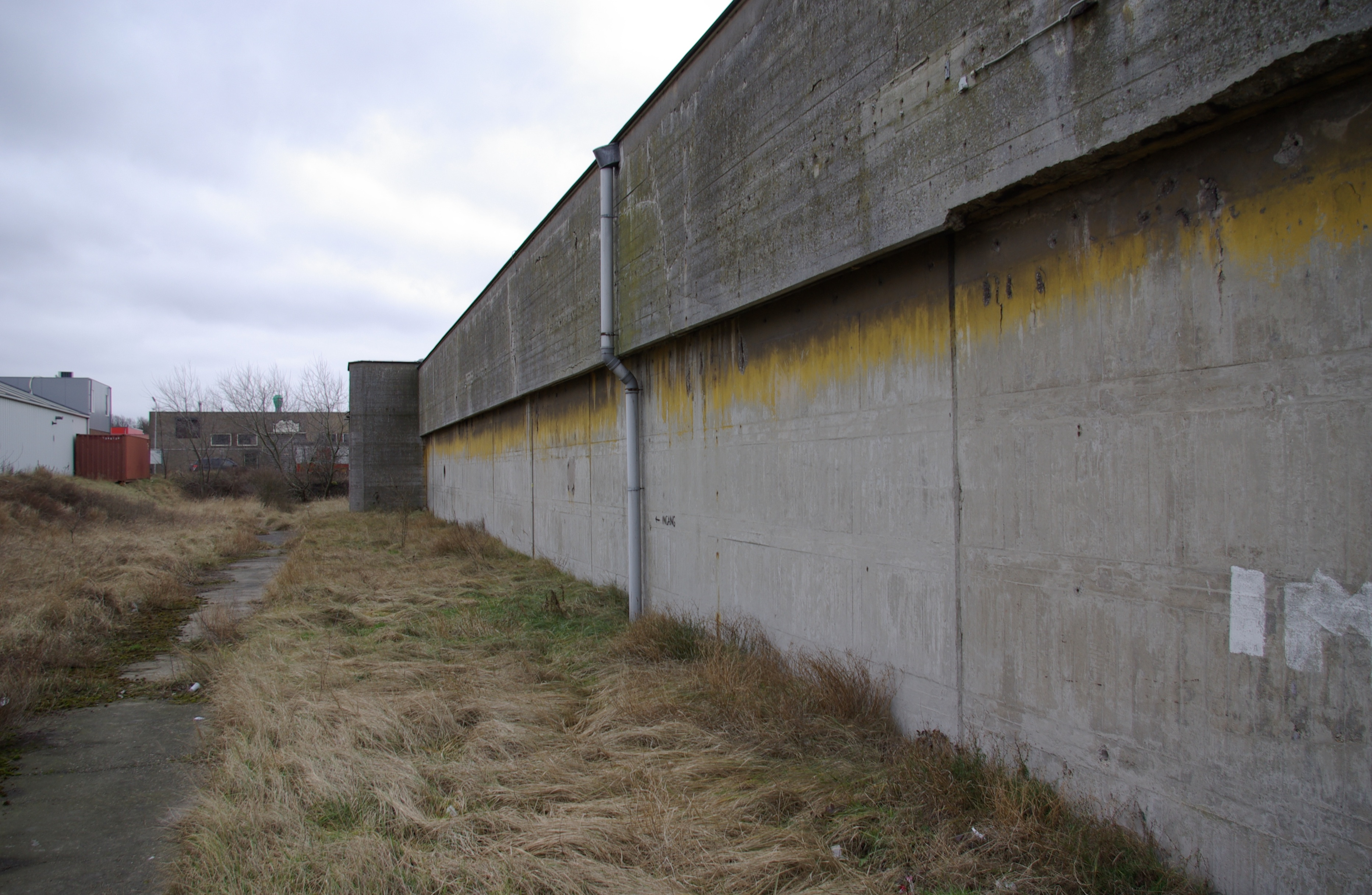
Linke Seite des Bunkers mit dem zweiten Eingang, 2009. Unter dem Vorsprung sind Reste der Tarnfarbe zu erkennen.

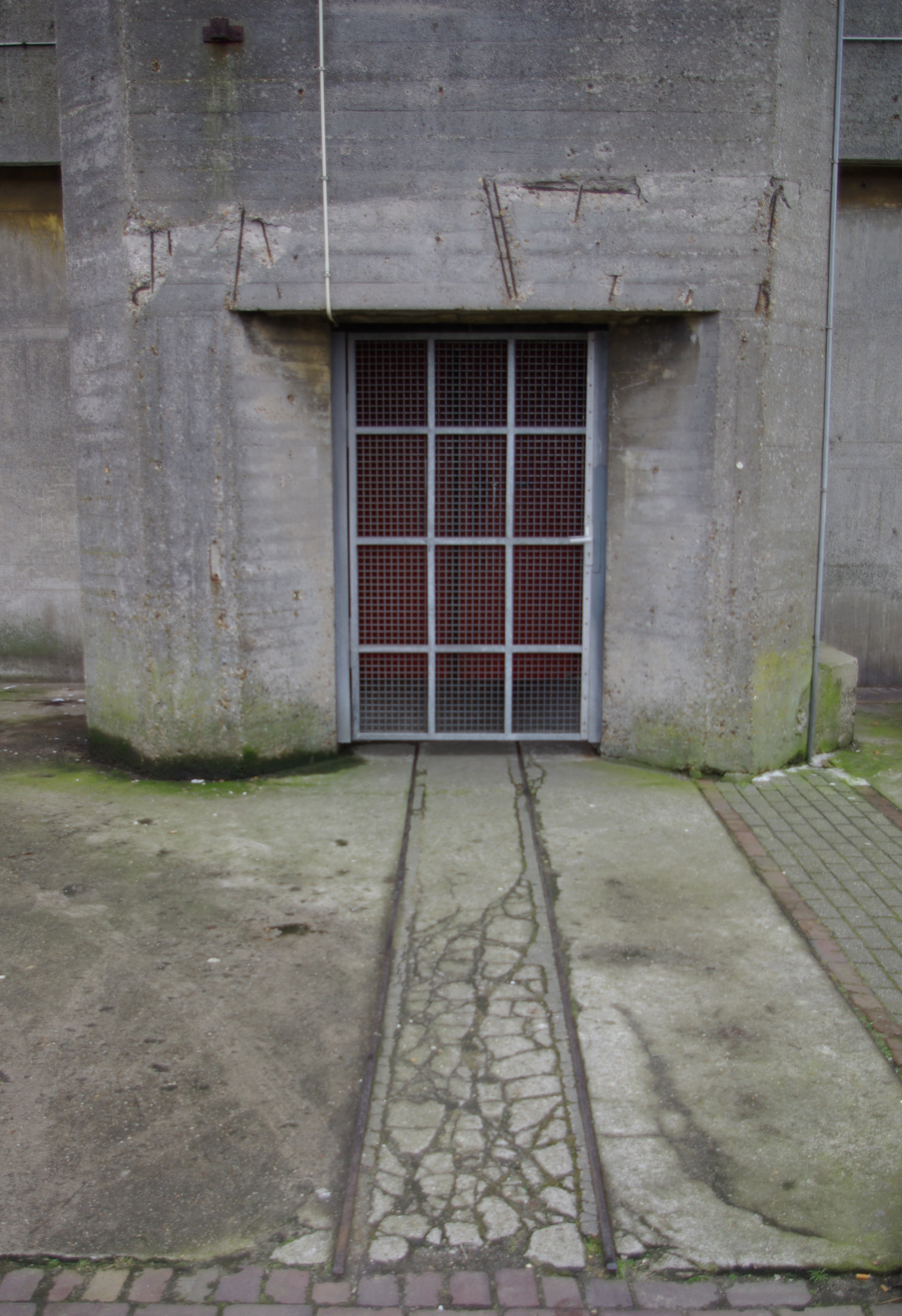
Vordereingang mit den Schienen der Schmalspurbahn, 2009

Der Torpedobunker IJmuiden ist ein während des Zweiten Weltkrieges im Hafen der niederländischen Stadt IJmuiden erbauter Bunker der ehemaligen Verteidigungslinie Atlantikwall.

## Lage und Umgebung
Das Bauwerk befindet sich an der Kromhoutstraat südlich des Nordseehafens Haringhaven in IJmuiden. In der unmittelbaren Umgebung befinden sich zahlreiche weitere Bauten des Atlantikwalls. Das Innere des Bunkers ist nicht zu besichtigen.

## Bauwerk
Das Bauwerk mit der offiziellen Bezeichnung 5606 wurde als Sonderkonstruktion aus massivem Stahlbeton errichtet. Die Wände des Bauwerks haben eine Stärke von etwa 2,50 Meter, das Dach ist etwa 3,00 Meter dick. Über den beiden Eingangstüren befindet sich jeweils ein etwa 26 Tonnen schwerer Betonblock, mit dem man den Bunker verbarrikadieren konnte.
Der Bunker war ursprünglich über eine Schmalspurbahn mit dem Schnellbootbunker 1 am Hafen verbunden. Vor dem Eingang und im Gebäude befinden sich noch die Schienen dieser Anlage. Auf der Außenmauer sind noch Farbreste der Tarnbemalung zu erkennen.

## Geschichte
Das Bauwerk wurde von der Organisation Todt geplant und errichtet. Ab etwa November 1941 war der Bunker fertiggestellt. Er diente zum Lagern von Torpedos und Munition für den in der Nähe befindlichen Schnellbootbunker 1, der im Frühjahr 1944 durch den Einsatz von Tallboy-Bomben der Alliierten zerstört wurde. Der seit 1943 im Bau befindliche Schnellbootbunker 2, ebenfalls in IJmuiden, wurde bis Kriegsende nicht mehr fertiggestellt.
Obwohl auch der Schnellbootbunker 2 während seiner Bauzeit bis 6. September 1944 und danach mehrfach bei Bombenangriffen beschädigt wurde, blieb der Torpedobunker weitgehend unbeschädigt. Im Vergleich mit anderen Bunkeranlagen des Atlantikwalls befindet er sich heute in einem sehr guten Zustand.